# عرقچین

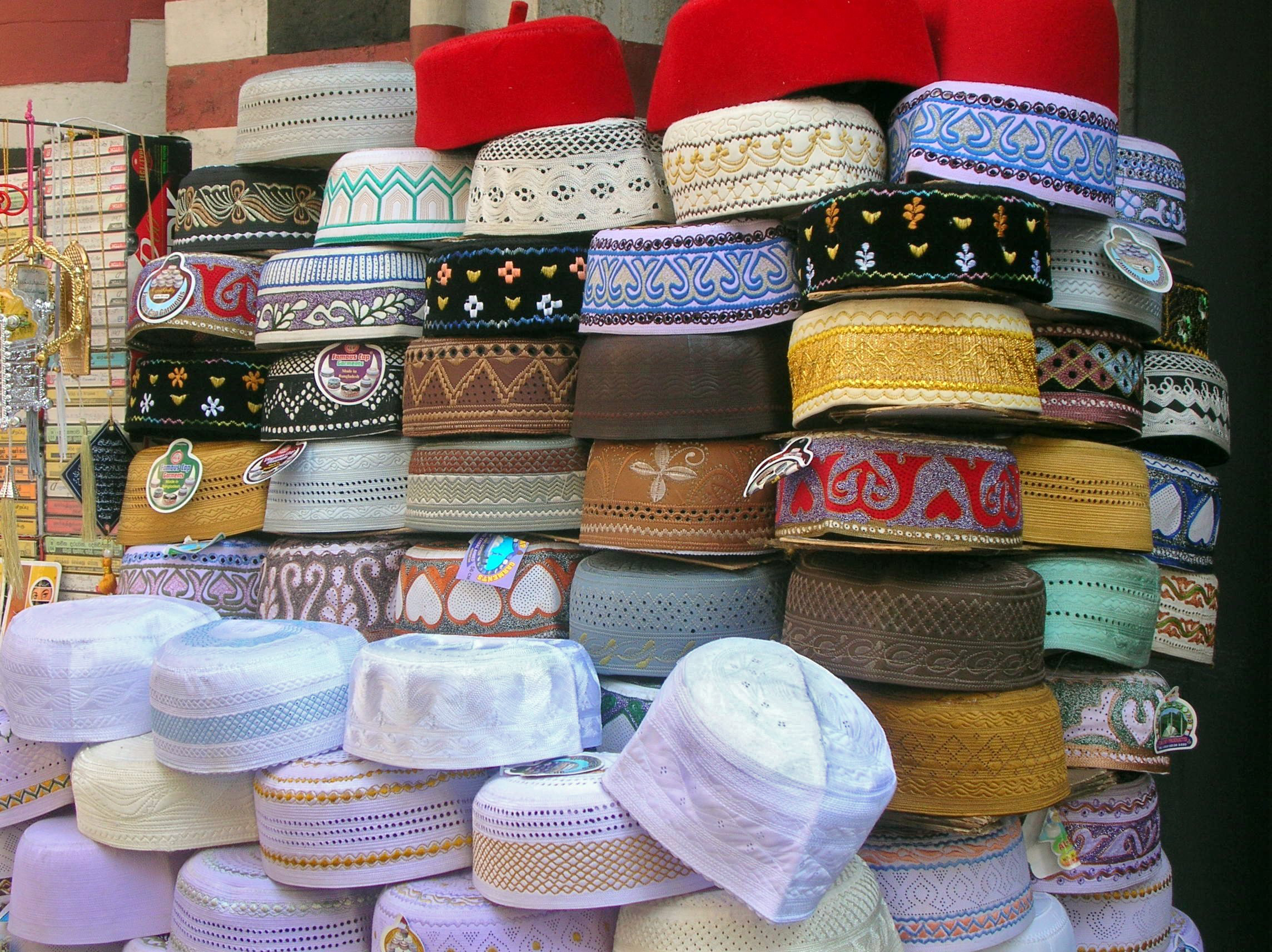
انواع مختلف عرقچین در بازاری در کلمبو

عرقچین نوعی کلاه سنتی است از جنس نخ یا ابریشم که مسلمانان بر سر می‌گذارند که به آن توبی نیز گفته می‌شود و زیر دستار پوشیده می‌شود؛ و پیش از این کاسبان و روحانی‌ها آن را زیر کلاه می‌پوشیدند.عرقچین گرچه پوشاننده تمام بدن نیست اما در ردیف جامه‌ها به‌شمار می‌رود؛ و از سنت‌های قدیمی و اسلامی پوشانیدن سر می‌باشد.

## یادکردها
1. ↑  «لباس محلی کرمانشاه». تیشینه.
2. ↑  «معنی کلمه عرقچین در لغت‌نامه دهخدا». واژه یاب.
3. ↑  «لباس و پوشش در سیره نبوی». پایگاه اطلاع‌رسانی حوزه.

## برای مطالعهٔ بیشتر
- درباره-عمامه-و-عرقچین در پایگاه اطلاع‌رسانی حوزه